# DAF Losser

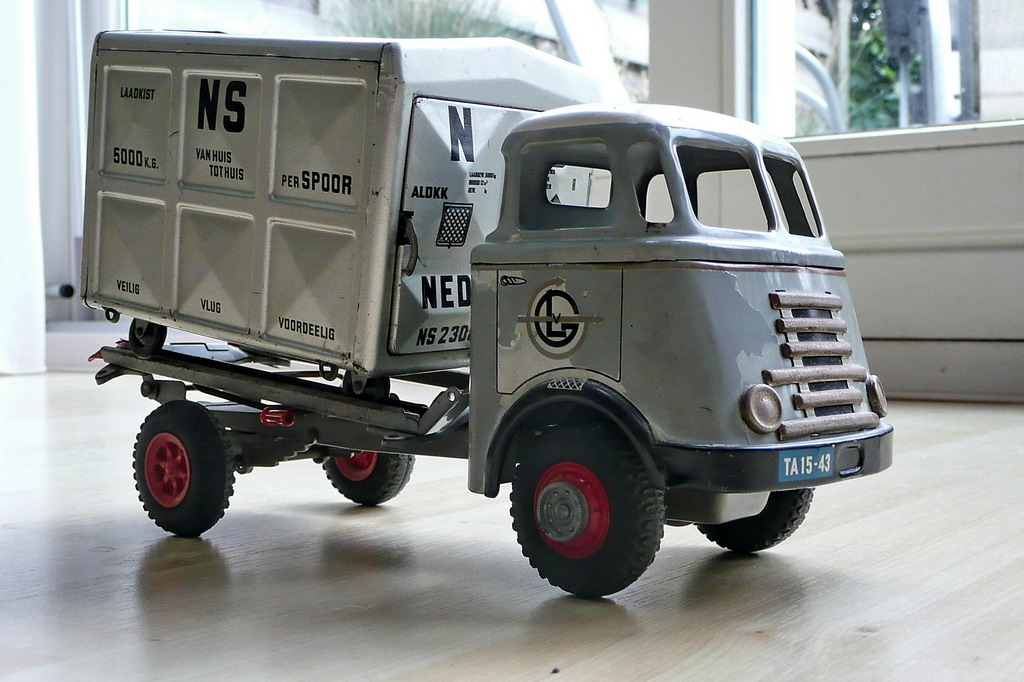
Spielzeugmodell eines DAF Losser

Der DAF Losser war das erste Fahrzeug des niederländischen Herstellers DAF. DAF stellte vorher unter anderem Anhänger für Lkws her. Der 1938 entwickelte Losser wurde entwickelt, um die Container, in denen Waren verstaut waren, von einem Eisenbahnfahrgestell auf einen Lkw zu verladen und umgekehrt.

## Geschichte
Damals wurden Waren aus dem Eisenbahnwaggon auf die weiteren Verkehrsmittel umgeladen und umgekehrt. Durch das von DAF erfundene System mit Standardcontainern mit bis zu 5 Tonnen Nutzlast, die mit dem Losser vom Eisenbahnfahrgestell auf einen Lkw umgeladen wurden, löste sich das Problem der Eisenbahnunternehmer bezüglich Tür-zu-Tür-Zustellung von Waren auf schnellem Weg. Denn durch die praktische Lösung wurde die Arbeitszeit derer eingespart, die die Waren in bzw. aus den Eisenbahnwaggons ausladen mussten, während in den Betrieben nun direkt ein Container be- oder entladen werden konnte.
Das System wurde nach einem Jahrzehnt Erprobung und Einsatz bei der niederländischen Bahngesellschaft auch von der belgischen und der schweizerischen Bahn und der Deutschen Bahn erworben. Heute ist das System Standard im internationalen Eisenbahnverkehr und wird auch ähnlich im Schiffsverkehr eingesetzt. Der Erfolg ermutigte DAF später, in den Bau motorisierter Nutzfahrzeuge einzusteigen.